# Cantó de Riés
El cantó de Riés és un cantó francès del departament dels Alps de l'Alta Provença, situat al districte de Dinha. Té 9 municipis i el cap és Riés.

## Municipis
- Alemanha de Provença
- Esparron de Verdon
- Montanhac e Montpesat
- Puegmeisson
- Quinçon
- Riés
- Romolas
- Sant Laurenç de Verdon
- Santa Crotz de Verdon

## Història
| Data d'elecció                           | Identitat         | Partit           | Qualitat |
| ---------------------------------------- | ----------------- | ---------------- | -------- |
| 1945-1979                                | Maxime Javelly    | SFIO, després PS |          |
| 1979-1985                                | M. Roux           | PCF              |          |
| 1985-2004                                | Lucien Villecroze | UDF              |          |
| 2004-                                    | Michel Zorzan     | PS               |          |
| les dades anteriors no són pas conegudes |                   |                  |          |
|                                          |                   |                  |          |

| 1962  | 1968  | 1975  | 1982  | 1990  | 1999  | 2006  |
| ----- | ----- | ----- | ----- | ----- | ----- | ----- |
| 2.664 | 3.000 | 3.147 | 3.539 | 4.043 | 4.387 | 5.037 |